# Mali i olympiska sommarspelen 2000
Mali deltog i de olympiska sommarspelen 2000 med en trupp bestående av fem deltagare, tre män och två kvinnor, och de tog inga medaljer.

## Friidrott
Herrarnas 100 meter
- Youssouf Simpara
  1. Omgång 1 — 10.82 (→ gick inte vidare)

Damernas 100 meter
- Kadiatou Camara
  1. Omgång 1 — 11.65 (→ gick inte vidare)